# Amphicteis gunneri
Amphicteis gunneri är en ringmaskart som först beskrevs av Michael Sars 1835.  Amphicteis gunneri ingår i släktet Amphicteis och familjen Ampharetidae. Arten är reproducerande i Sverige.

## Underarter
Arten delas in i följande underarter:
- A. g. antarctica
- A. g. atlantica
- A. g. malayensis